# Capricer med OD, del 4
Capricer med OD, del 4 är ett samlingsalbum från 2003 med sånger från Orphei Drängars caprice-föreställningar mellan 1982 och 1986. Som OD:s dirigent är Eric Ericson och medverkande gäster är bland annat Tage Danielsson, Ingvar Wixell, Lill Lindfors, Björn Skifs, Jan-Olof Strandberg och Olle Adolphson. Caprice-föreställningarna framförs som tradition i Uppsala universitets aula. 

## Innehåll
1. "Smideskören" (Text: Salvatore Cammarano – musik: Giuseppe Verdi) – 2:22
  - OD
  - Håkan Sund – piano
2. "Gremins aria" (Text: Pjotr Tjajkovskij, Konstantin Sjilovskij – musik: Pjotr Tjajkovskij) – 5:03
  - Bengt Rundgren – sång
  - Håkan Sund – piano
3. "Diana" (Paul Anka) – 2:03
  - Bengt Rundgren – sång
  - OD
4. "If Love's a Sweet Passion" (Henry Purcell) – 2:46
  - Britt Marie Aruhn – sång
  - OD
5. "Tiger Rag" (Musik: Nick LaRocca – svensk text: Sture Lundén, Robert Sund) – 1:26
  - Britt Marie Aruhn – sång
  - OD
6. "Gregoriansk Ja, jag kommer" / "Gregoriansk Hör, I Orphei Drängar" (Text: Herman Sätherberg – musik: Eric Ericson / Carl Michael Bellman) – 1:44
  - OD (solist: Eric Ericson)
7. "Indroduktion till En månskenspromenad" – 0:28
  - Tage Danielsson – tal
8. "En månskenspromenad" (Text: Nils Hellström, A. Sundström – musik: Thore Ehrling) – 3:08
  - Tage Danielsson – sång
  - Björn Sjödin – trummor
9. "Kom i min famn" (Evert Taube) – 2:40
  - Ingvar Wixell – sång
  - OD
10. "Humanifestet" – 3:11
  - Tage Danielsson – tal
11. "Till glädjens värn och ära" (Text: Tage Danielsson – musik: Robert Sund) – 11:53
  1. ""Allegro molto" – 2:48
  2. "Andante cantabile" – 3:42
  3. "Tempo di hambo" – 1:36
  4. "Allegro moderato" – 3:39

  - Ingvar Wixell – sång
  - OD
12. "Kinesisk Hör, I Orphei Drängar" (Text: Gunnar Birgegård – musik: Carl Michael Bellman) – 0:52
13. "Man jiang hong" (Kinesisk trad.) – 2:01
  - Håkan Sund – piano
  - OD
14. "Väntat haver jag" (Finsk folkvisa) – 4:03
  - Lill Lindfors – sång
  - OD
15. "Nu är det gott att leva" (Olle Adolphson) – 3:25
  - Olle Adolphson – sång
  - OD
16. "Cadillac" (Vince Taylor) – 2:30
  - Håkan Sund – piano
  - OD
17. "Jag hatar män" (Musik: Cole Porter – svensk text: Gösta Rybrant) – 4:35
  - Siv Wennberg – sång
  - OD
18. "She's Leaving Home" (John Lennon, Paul McCartney) – 4:38
  - Björn Skifs – sång
  - OD
19. "Dänga" (Trad.) – 0:26
  - Björn Skifs – sång
20. "Two Sleepy People" (Text: Frank Loesser – musik: Hoagy Carmichael) – 3:47
  - Siv Wennberg – sång
  - OD
21. "Send In the Clowns" (Stephen Sondheim) – 5:08
  - Rhapsody – sång
  - Björn Sjödin – trummor
22. "Hundvisan" (Text: Samuel Beckett – musik: Jan-Olof Strandberg) – 1:44
  - Jan-Olof Strandberg – sång
  - OD
23. "Sophisticated Lady" (Text: Irving Mills, Mitchell Parish – musik: Duke Ellington) – 2:32
  - Annika Skoglund – sång
  - OD
24. "Gårdstango" (Text: Nils Ferlin – musik: Nils-Eric Fougstedt) – 2:08

Total tid: 78:25

## Arrangemang
- Robert Sund – (3–5, 16, 18, 20)
- Eric Ericson – (6b)
- Håkan Sund – (8, 9)
- L. Yonggan – (16)
- Anders Neglin – (17)
- Folke Alin – (19)
- Björn Skifs – (22)
- L. Åkesson – (23)
- C. Skoglund – (24)
- Ove Lundin – (26)

## Capricer
- 1982 års Caprice – spår 1–5
- 1983 års Caprice – spår 6–14
- 1984 års Caprice – spår 15–18
- 1985 års Caprice – spår 19–23
- 1986 års Caprice – spår 24–27

## Medverkande
- Orphei Drängar
- Eric Ericson – dirigent, piano (20)
  - Håkan Sund – piano (1–3, 5, 8, 9, 11–14, 16, 18–21)
  - Bengt Rundgren – sång (2, 3, 5)
  - Curt Andersson – bas (3, 5, 8, 9, 11–14, 17–21, 23, 24, 26)
  - Björn Sjödin – trummor (3, 5, 8, 9, 11–14, 17–19, 21, 23, 24, 26)
  - Britt Marie Aruhn – sång (4, 5)
  - Tage Danielsson – tal (7, 10), sång (8), recitation (11–14)
  - Ingvar Wixell – sång (9, 11–14)
  - Lill Lindfors – sång (17)
  - Anders Neglin – piano (17)
  - Olle Adolphson – sång (18)
  - Siv Wennberg – sång (20, 23)
  - Björn Skifs – sång (21–23)
  - Rhapdsody – sång (24)
  - Ove Lundin – piano (24, 26)
  - Jan-Olof Strandberg – sång (25)
  - Annika Skoglund – sång (26)